# Dhaya
Dhaya est une commune de la wilaya de Sidi Bel Abbès en Algérie, connue sous le nom de Bossuet à l'époque de la colonisation française.

## Géographie

### Situation
Dhaya est située sur la route nationale 13, à 65 km au sud de Sidi Bel Abbès, entre Telagh (15 km au nord-est) et Ras El Ma (26 km au sud-est).
| Aïn Tindamine | Aïn Tindamine; Telagh | Telagh                    |
| Oued Sebaa    | Dhaya                 | Oued Taourira; Sidi Chaib |
| Oued Sebaa    | Oued Sebaa            | Sidi Chaib                |

### Lieux-dits, hameaux, et quartiers[4]
- Dhaya
- Tamelaka (sur la N 13 à 15 km au sud de Dhaya[5])
- El Guetna[6]

### Géographie physique
Dhaya, à 1 350 m. d'altitude, est une commune de montagne située entre le Djebel Merhoum (sommet à 1 404 m) et le massif des monts de Daïa à l'est ; la route de montagne W 39 permet de rejoindre El Haçaiba, à seulement 950 m d'altitude, au nord-ouest.
Le climat d'hiver est propice à la neige. Le village est entouré de vastes étendues forestières (pins d'Alep).
La rivière Mekerra, qui arrose Sidi Bel Abbès et Sig, prend sa source dans cette montagne.

## Histoire

### Époque coloniale francaise
À la fin du XIXe siècle, la région de Dhaya fait partie du département d’Oran. En 1878, un centre de colonisation est installé à cet endroit par une unité de la Légion étrangère, avec un secteur civil (lots de colonisation) et un secteur militaire; d'abord appelé « Daya », ce centre prend ultérieurement le nom de « Bossuet », en l'honneur de l'évêque de Meaux (1627-1704).
Le secteur militaire comprend un camp clôturé et un fort ou « redoute », qui devint successivement la "maison mère des bagnes [militaires]de Biribi en Oranie » dès la fin du XIXème siècle et un centre d'internement de civils durant les années 1930, sous Vichy et aussi pendant la guerre d'Algérie.

### Personnalités internées à Bossuet
- André Moine, dirigeant communiste;
- Bernard Lecache (1895-1968), fondateur de la LICA, en 1942;
- Djelloul Benderdouche en 1957, maire de Mostaganem[9] après l'indépendance de l'Algérie.